# I senza cuore
I senza cuore è un romanzo di Giuseppe Conte, pubblicato dall'editore Giunti nel 2019.

## Trama
Il prologo è ambientato in Terrasanta, nella città di Cesarea appena conquistata dai crociati, il 30 agosto 1101.
È notte fonda sul porto di Cesarea. Un comandante militare, inventore di macchine d'assedio che due anni prima sono servite alla presa di Gerusalemme, sta passeggiando sul pontile in attesa dell'ora per salpare e fare rientro in Europa. Il soldato è il genovese Guglielmo degli Embriaci, osso duro che in guerra si era guadagnato i nomi di Guglielmo il Malo e Guglielmo Testa di Martello. Il comandante è raccolto nei suoi pensieri quando s'imbatte in uno sconosciuto, un anziano mercante ebreo il quale lo prega di ascoltarlo alcuni istanti.
La conquista di Cesarea aveva portato nelle mani di Guglielmo e dei suoi uomini un ricco bottino e il pezzo più pregiato di questo bottino, un vaso verde esagonale sottratto nei pressi della Grande Moschea, Guglielmo se l'era tenuto per sé. Il vecchio, chiamato Moises Ben Yoshua, è venuto a cercare il crociato proprio per parlargli di quel vaso, oggetto di inestimabile valore per via della pregiata fattura ma soprattutto perché si dice che fosse la reliquia più santa al mondo: il Cristo vi avrebbe preso il cibo durante l'ultima cena.
Moises rivela a Guglielmo che il vaso in suo possesso è una semplice una copia: l'originale aveva lasciato da tempo la Palestina. Al prezzo di un bisante il vecchio ebreo spiega che dopo varie peripezie il vaso era giunto nella Cornovaglia bretone e lì se ne erano perdute le tracce. Inoltre, Moises confida al militare che quel vaso non è soltanto una preziosa reliquia ma si tratta di un vero e proprio manufatto prodigioso, che garantisce il dominio sul mondo intero. Guglielmo però, uomo "moderno" e tecnocratico, contrario all'universo della magia, della mitologia e delle forze immaginative ribatte all'anziano che «il dominio è frutto delle macchine da guerra e delle navi» non di fantasia. Detto questo, estrae la spada e invece di ricompensare il vecchio con la moneta pattuita, gelidamente, da soldato qual è, lo trafigge e lo uccide.
Nel capitolo successivo l'azione si sposta a Genova, nell'anno 1116. L'armatore Guglielmo il Malo sta organizzando una spedizione commerciale a bordo della Grifona, galea di nuova costruzione che ospita un equipaggio di 192 persone. Dietro l'impresa mercantile, però, Guglielmo tiene custodito un desiderio, oscuro e pungolante: è intenzionato a passare le Colonne d'Ercole e a spingersi fin verso le coste meridionali dell'isola degli angli per gettare luce sul mistero del santo vaso in smeraldo.
Ma già alla fine di marzo, dopo circa tre settimane di viaggio, a bordo della nave si verifica un omicidio che segna l'impresa sotto un cattivo auspicio. Il mattino successivo alla notte di luna nuova, mentre la Grifona sta passando al largo delle coste spagnole, a prora viene ritrovato il cadavere di Astor Della Volta, giovane ufficiale di nobile famiglia. L'uomo è stato ammazzato, ha il petto squarciato e gli è stato asportato il cuore.
Tra gli ufficiali, i marinai e gli schiavi ai remi si diffondono il sospetto e il terrore: la Grifona ospita un assassino, oppure qualche sortilegio ha maledetto l'impresa. A parlare del maligno è il cappellano di bordo, Don Rubaldo Pelle. Al sacerdote appare ovvio che in un ambiente chiuso e privo di spazi privati com'è un'imbarcazione in navigazione sia impossibile che qualcuno possa commettere un simile delitto in totale anonimato e segretezza. Dunque sta accadendo qualcosa di sovrannaturale.
Guglielmo si mette a capo dell'indagine insieme allo scrivano Oberto da Noli (colui che sta registrando la cronaca di tutta quanta l'avventura). I due uniscono le loro forze: da un lato la logica ferrea di Guglielmo, dall'altra la cultura umanistica del letterato.
Tuttavia, ad ogni notte di luna nuova a bordo della Grifona un uomo viene trucidato e il cadavere lasciato senza cuore. Dopo i primi due assassinii il comandante incarcera un rematore, Cristoforo Negro, ma questo non ferma la catena dei delitti. Inoltre la galea subisce delle perdite che ne decimano l'equipaggio. Tutto ciò alimenta ancor di più le paure dei marinai superstiti, i quali temono che la maledizione che grava sulla Grifona continuerà fino alla distruzione dell'intero equipaggio. Per tali ragioni, buona parte della ciurma è ormai preda di una paranoia del mefistofelico: qualcosa vuole impossessarsi delle loro anime, persino di quella della Grifona. Sono allucinazioni o gli uomini a bordo avvertono la realtà dell'orrore che li circonda?
Guglielmo, che era partito da Genova per cercare una verità, non è in grado di dare alcuna spiegazione alla tragedia che si sta svolgendo a bordo della sua nave. Comincia a sentirsi un inquisitore sconfitto ed essendo sempre convinto che l'assassino sia uno dei navigatori è certo che una nuova e più lunga sosta sulla terraferma offrirà all'omicida l'occasione di dileguarsi. Durante gli sbarchi a Sabta, ad Al Isbunah, a La Coruña e La Rochelle il criminale - pensa Guglielmo - non è fuggito perché progettava di continuare a uccidere e perché si sentiva ancora ben protetto dal suo anonimato. Ma una volta raggiunto il lungo scalo in Cornovaglia si sarebbe allontanato. In una situazione del genere l'armatore comincia a perdere fiducia in ognuno dei suoi compagni.
Intanto la navigazione prosegue tra mari in tempesta, bonacce estenuanti, inseguimenti di pirati e incontri coi vichinghi. Finché il 23 luglio la Grifona attracca a Kemper, Cornovaglia bretone. E trascorre anche la quinta notte di luna nuova nella quale, registra Oberto da Noli, «fu commesso un crimine, del tutto diverso dai precedenti, senza uccisioni, senza spargimento di sangue e senza che venisse strappato un singolo cuore: fu strappato il cuore della Grifona stessa».
Nessuno, nemmeno i marinai della Grifona, sa quanto durerà la sosta a Kemper. Persino le prossime intenzioni del comandante sono sconosciute: proseguiremo più a nord o riprenderemo la rotta per Genova? Di buono, al momento, c'è solo che per i superstiti della ciurma si prospettano finalmente giornate di riposo. Ma anche questa speranza è presto disattesa.
All'arrivo dei genovesi, nelle taverne di Kemper si comincia immediatamente a fantasticare che il vero comandante della Grifona sia il Demonio. Quella è una nave maledetta ed è meglio stare alla larga dai suoi uomini e dalle sue merci. Bisogna diffidare soprattutto del suo ricco armatore, Guglielmo il Malo, entro cui il Demonio si sarebbe insediato. Da guardare con sospetto è anche Carnac il Mancino, il bretone maestro d'ascia che è subito diventato l'inseparabile sgherro di Guglielmo.
La situazione generale è dunque difficile. Tanto che un giorno, al culmine della tensione, Bernardo Malocello, ricco mercante in navigazione sulla Grifona i cui affari però a causa della pessima fama che la galea si sta portando appresso stanno andato molto male, in un momento di furore accusa apertamente Guglielmo degli Embriaci di essere l'assassino. I due hanno un incontro per chiarire la questione e per provare a trovare una soluzione che faccia riacquistare fiducia nei confronti dei genovesi i quali hanno tutti stretta necessità di far ripartire i ricchi scambi commerciali tra loro e le genti di passaggio o di stanza a Kemper. Al tavolo siedono in tre: Malocello, Testa di Martello e Carnac, ai quali si aggiunge Oberto il cronista. Malocello suggerisce di offrire agli stranieri un capro espiatorio, un assassino "umano" il quale una volta giustiziato possa sfatare la maledizione della Grifona. Ma la chiacchierata assume una nuova prospettiva quando a prendere la parola è Carnac, il quale incidentalmente ricorda che solo in passato i bretoni furono molto più ricchi dei genovesi mentre oggi non lo sono più. «E quando lo foste?», domanda Bernardo. «Al tempo del nostro grande re Gradlon», risponde Carnac. Gradlon fondò la città di Ys, all'epoca la più ricca del mondo, più di Roma Cartagine e Babilonia messe insieme. Guglielmo domanda dove sia questa Ys, visto che non è segnata su nessuna carta. «Sommersa insieme alle sue ricchezze nel mare qui davanti, comandante, dove san Guenolè ha fatto poi sorgere Kemper», rivela il calafato.
Guglielmo a questo punto decide di rivelare ai suoi due collaboratori, Carnac e Oberto, e a Bernardo Malocello il motivo segreto che l'ha condotto fino alla Bretagna e oltre. Carnac, Oberto e Bernardo sono già a conoscenza dell'omicidio del vecchio Moises compiuto da Guglielmo a Cesarea, nella sua ultima notte in Terrasanta. «L'ho ucciso», ricorda Guglielmo, «soltanto perché con le sue parole faceva vacillare le mie certezze, la mia gloria… il vaso di smeraldo che ho donato alla Chiesa, tutti a dire che gesto di generosità meraviglioso… ma io l’ho donato perché ripensavo a quello che mi aveva svelato il vecchio mercante ebreo: non era l’autentico vaso passato di mano da re Salomone a Cristo Nostro Signore, era una copia, quello vero era stato portato nel nord dell’Europa… Per questo ho allestito la Grifona e l’ho gettata in questa avventura. Ma non mi interessa più conquistare né arricchire: voglio scoprire dove è finito l’autentico vaso di smeraldo, e qual è il suo potere. Moises mi ha detto che è passato per la Bretagna, la Cornovaglia e l’isola degli Angli. Devo cominciare a cercare qui, lo sento. E devo togliermi dal cuore il peso di un dubbio atroce: in San Lorenzo splende il vaso di smeraldo che dà il potere sul mondo, oppure è un copia e l’autentico vaso di smeraldo è qui, nascosto tra nebbie e maree?».
Carnac suggerisce allora a Guglielmo di incontrare un frate irlandese, padre Brandan che certamente sarà in grado di aiutarlo nella sua investigazione. Inizia così, anche tra malcelati scetticismi, l'ultima parte della ricerca del santo vaso. Testa di Martello viene presentato a padre Brandan il quale lo conduce in una biblioteca dove è custodito il libro della Historia vasis e smargado. Attraverso questo volume Guglielmo ricostruisce la storia del re Gradlon e al termine di nuovi incontri, dopo aver vissuto altri fatti misteriosi e ulteriori peripezie, tra le quali il definitivo ammutinamento della Grifona, il genovese giunge finalmente alla soluzione dei misteri collegati al vaso di Cesarea, compresi i fatti orribili accaduti nei difficili mesi di navigazione.
Il romanzo si chiude con un epilogo datato Kemper, 21 settembre 1158. Sono trascorsi quarantadue anni dalla partenza della Grifona. È un anziano Oberto da Noli che tira le somme della vicenda della galea maledetta, del suo armatore avventuriero e di tutta quanta la costellazione di personaggi che hanno arricchito la sua incredibile traversata.